# Hasting
Hasting, Hastein ou Hásteinn est un aventurier viking actif dans la deuxième moitié du IXe siècle en Europe occidentale et en Méditerranée.
Les sources, en particulier les chroniqueurs Dudon de Saint-Quentin et Guillaume de Jumièges, mentionnent un individu dont le nom est une variante du norrois Hásteinn ou Hallstein. Cet individu aurait été actif pendant plusieurs décennies sur un vaste territoire, de l'Angleterre à l'Italie en passant par la France, l'Espagne et même l'Afrique du Nord.
Les historiens contemporains ne sont pas certains que toutes ces mentions se rapportent à une seule et même personne, d'autant que certains des exploits attribués à Hasting relèvent manifestement de la légende. Pour les chroniqueurs chrétiens du Moyen Âge, Hasting est un personnage particulièrement négatif qui constitue l'archétype du Viking païen impénitent, pillard sans foi ni loi. Il sert ainsi de contrepoint et de faire-valoir à la figure de Rollon, le fondateur du duché de Normandie.

## Nom
Hasting est mentionné dans des sources en latin et en vieil anglais qui donnent des formes variées à son nom :
- Astignus ou Alstignus, entre autres variantes, dans la Historia Normannorum de Dudon de Saint-Quentin[3] ;
- Hastingus dans la Gesta Normannorum ducum de Guillaume de Jumièges[4] ;

Ces formes sont vraisemblablement des déformations du vieux-norrois Hásteinn ou Hallstein ou plutôt de mauvaises latinisations, la forme Hastingus étant par ailleurs connue pour latiniser un toponyme normand contenant le nom d'homme norrois Hasteinn (comprendre Hásteinn), à savoir Hattenville (Seine-Maritime, Hastingi villa 1032 - 1035, apud Hasteinvillam vers 1210), homonyme d’Hatainville (Manche, Hasteinvilla vers 1175). Fernand Lechanteur mentionne encore à Hauville (Eure), un busc de Hastingues en 1310,, il n'est cependant pas sûr dans ce cas qu'il s'agisse bien de ce nom de personne. Cela semble indiquer que cet anthroponyme était relativement fréquent dans le monde scandinave.
- Hæsten dans la Chronique anglo-saxonne[4], bien qu’habituellement les noms scandinaves en -steinn ou leurs équivalents anglo-saxons soient plutôt en -stan (-stān). Ils ont tous deux le sens de « pierre ».

## Biographie

### Origines et premières campagnes
Les origines de Hasting sont nébuleuses et les sources se contredisent à ce sujet. Les sagas islandaises rapportent qu'il serait natif de Norvège et qu'il aurait été chassé du pays par le roi Harald à la Belle Chevelure, mais elles ne s'accordent pas sur l'identité de son père. Le Landnámabók fait de Hasting le fils d'Atle, comte de Gaular dans le Sogn, un petit royaume de l'Ouest de la Norvège. En revanche, la Eyrbyggja saga appelle son père Thorulf. Le chroniqueur bourguignon Raoul Glaber évoque une naissance dans la région de Troyes qui est clairement le fruit d'une confusion de sa part.
Guillaume de Jumièges, pour qui Hasting est d'origine danoise, rapporte qu'il est le « pédagogue » de Björn Côtes-de-Fer, l'un des fils du chef viking légendaire Ragnar Lodbrok. Il aurait accompagné son pupille en exil. Guillaume rapporte qu'ils arrivent en Francie occidentale en 851 et se livrent à une série de pillages : la ville de Noyon est dévastée et son évêque tué, l'abbaye de Jumièges est détruite, puis c'est au tour de Rouen, Nantes, Angers, Tours, Orléans et Poitiers.

### L'expédition en Méditerranée (858-859)
Guillaume de Jumièges et Dudon de Saint-Quentin rapportent qu'en 858, Björn et Hasting entreprennent un long périple qui leur fait longer le littoral de la péninsule Ibérique jusqu'au détroit de Gibraltar. Ils pénètrent dans la mer Méditerranée et poursuivent leur route vers l'est. Remontant le Rhône, ils attaquent Arles, Nîmes et Valence, puis redescendent le fleuve pour hiverner en Camargue. L'année suivante, ils se dirigent vers Luna, une ville de Ligurie qu'ils auraient prise pour Rome. Les deux chroniqueurs rapportent la ruse par laquelle Hasting aurait pris la ville. Feignant d'être mort, il fait demander par ses hommes à être inhumé dans l'église. Une fois son cercueil apporté dans le bâtiment, il en surgit en pleine messe pour passer à l'attaque avec ses troupes. Dans la mesure où l'on trouve la même ruse dans la saga du roi de Norvège Harald Hardrada, les historiens Régis Boyer et Tom Shippey considèrent que cette anecdote relève de la légende,.
Les chroniqueurs musulmans semblent avoir gardé la trace de l'expédition de Björn et Hasting. Ibn Idhari décrit une campagne prenant place en 859 durant laquelle une flotte de 62 navires tente d'attaquer Séville. Ayant été repoussée, elle franchit le détroit de Gibraltar et attaque Algésiras, puis se rend en Afrique du Nord (Nekor), où elle fait de nombreux prisonniers, avant de prendre la direction des îles Baléares. Sur le chemin du retour, les Vikings sont interceptés par la flotte de l'émir Muhammad de Cordoue, puis essuient une violente tempête dans le golfe de Gascogne, ce qui ne les empêche pas de rançonner le roi de Pampelune García Ier.

### Hasting en Bretagne (866-868)
D'après Réginon de Prüm, Hasting s'allie au roi Salomon de Bretagne pour piller Le Mans en 866. Il participe à la bataille de Brissarthe durant laquelle le comte d'Anjou Robert le Fort est tué. Deux ans plus tard, les Vikings, apparemment retournés contre les Bretons, acceptent de leur part un tribut de 500 vaches en échange d'otages.

### Astingusen Francie (882-892)
Les annales franques mentionnent une flotte viking sur la Loire en 882, dirigée par un dénommé Astingus ou Alstingus. Le roi de Francie occidentale Louis III achète son départ et le convainc de se diriger vers la Manche. Guillaume de Jumièges indique qu'il aurait également reçu du roi franc le comté de Chartres. Par la suite, d'après le même Guillaume et Dudon de Saint-Quentin, il aurait servi de négociateur et d'interprète aux Francs lors des négociations avec Rollon, le futur fondateur du duché de Normandie.
Les Annales de Saint-Vaast mentionnent à nouveau Hasting en 890. Cette année-là, il s'installe à Argœuves et conclut un marché avec Rodolphe, abbé de Saint-Vaast. Il s'engage apparemment à protéger l'abbaye contre d'autres Vikings installés à Noyon. Il trahit sa parole et attaque Saint-Vaast le 27 décembre. On ignore s'il participe à la bataille de Louvain en 891. Il hiverne à Amiens en 891-892 d'après les Annales de Saint-Vaast et attaque par surprise les armées d'Eudes. Une famine le contraint à quitter la région en 892 et il se rend alors en Angleterre,.

### Hæstenen Angleterre (892-893)

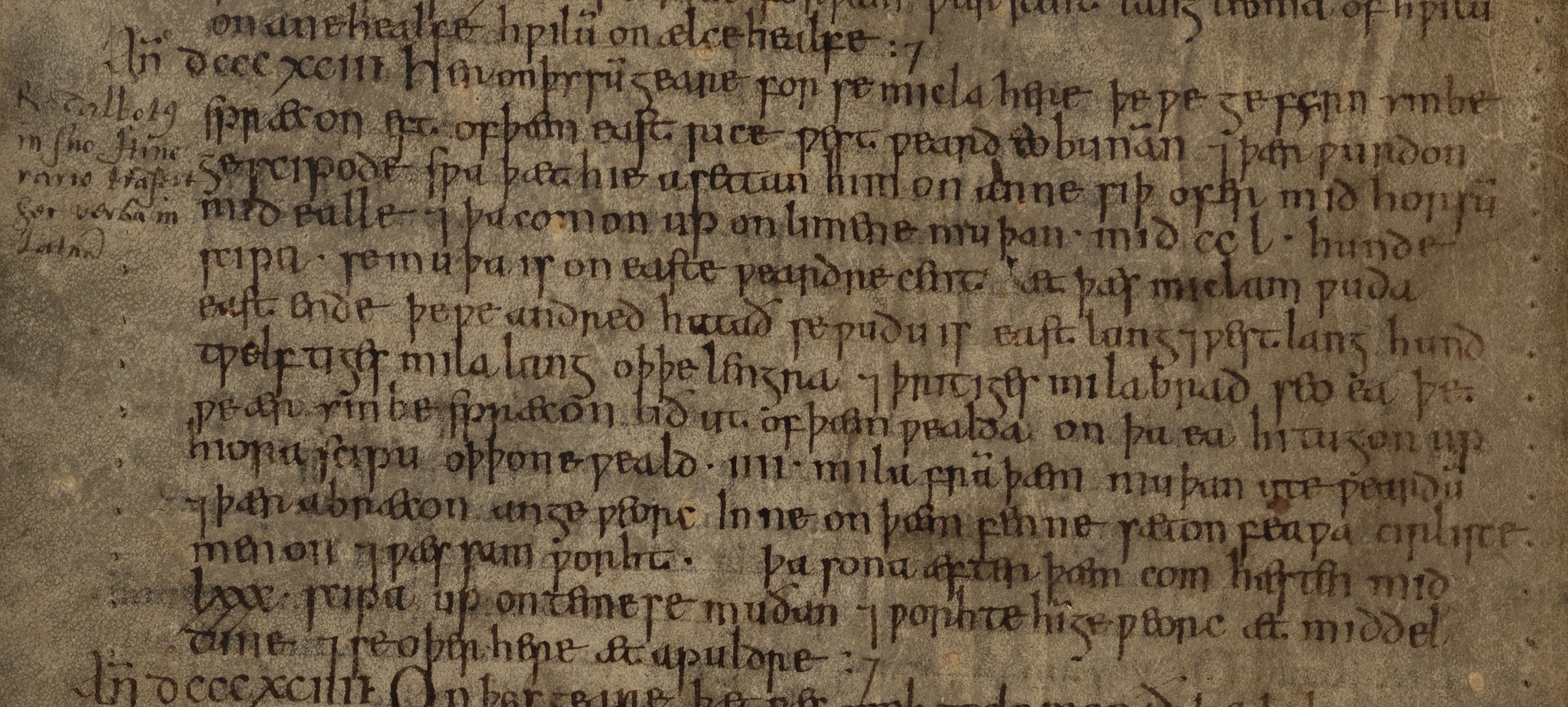
L'entrée pour l'année 893 (recte 892) dans le manuscrit A de la Chronique anglo-saxonne s'achève sur la mention de l'arrivée de Hæsten à Middeltune (Milton Regis).

La Chronique anglo-saxonne rapporte que Hasting (Hæsten) arrive en Angleterre avec une flotte de 80 navires et débarque à Milton Regis, dans le Kent, qu'il fortifie. Au même moment, une autre flotte de 250 navires arrive à Appledore, également dans le Kent. Pour lutter contre cette double menace, le roi des Anglo-Saxons Alfred le Grand réunit une armée et ouvre les négociations avec Hasting. Il lui offre de l'argent et le libre passage vers l'Essex, en échange de quoi le Viking lui remet des otages et accepte que ses deux fils reçoivent le baptême. L'un d'eux a pour parrain Alfred lui-même et l'autre, l'ealdorman Æthelred. Après avoir traversé l'estuaire de la Tamise, Hasting établit une base fortifiée à Benfleet, d'où il se livre à des raids sur les environs.
En 893, Hasting mène une grande expédition en Mercie. Ses forces sont augmentées par les survivants de l'armée d'Appledore, battue à Farnham par les Anglais, ainsi que par des recrues venues de Northumbrie et d'Est-Anglie. Ils s'enfoncent loin vers l'ouest, jusqu'à la Severn où les forces combinées du Wessex, de la Mercie et des Gallois contraignent Hasting à endurer un siège difficile à Buttington. Au bout de plusieurs semaines, ses hommes affamés tentent une sortie qui donne lieu à un affrontement sanglant. La bataille de Buttington se solde par une victoire anglaise et les Vikings battent en retraite vers leur base dans l'Essex. En l'absence de Hasting, le camp de Benfleet a été pillé par les Anglais, qui ont notamment capturé la femme et les fils de Hasting. Alfred, qui est le parrain d'un des deux enfants de Hasting, accepte de libérer sa famille.
Hasting n'est plus mentionné après cette date, mais la Chronique anglo-saxonne décrit d'autres opérations vikings dans les années qui suivent qui se font peut-être sous sa direction. La principale armée viking se déplace ainsi d'un bout à l'autre de l'Angleterre avant de se disperser pendant l'été de 896. La Chronique signale que ses membres désargentés reprennent la mer pour se livrer à de nouveaux pillages dans la région de la Seine, mais les Annales de Saint-Vaast indiquent que leur chef se nomme Hundeus, ce qui suggère que Hasting n'y participe pas. Il pourrait avoir rangé les armes pour connaître une fin de vie paisible dans le Danelaw ou au Danemark,.

## Postérité
Haesten est l'un des personnages des Histoires saxonnes, série de romans historiques de l'écrivain britannique Bernard Cornwell. Il est incarné par Jeppe Beck Laursen dans la série télévisée britannique The Last Kingdom qui en est adaptée.